# O Tannenbaum
O Tannenbaum (alemany: [oː ˈtanənbaʊm]), coneguda en anglès com "O Christmas Tree" o en català Oh Arbre Sant, és una cançó de Nadal alemanya. Basat en una cançó popular tradicional que no tenia relació amb el Nadal, es va associar amb el tradicional arbre de Nadal.

## Història
Les lletres modernes van ser escrites l'any 1824 per l'organista, professor i compositor de Leipzig Ernst Anschütz . Un Tannenbaum és un avet. La lletra no es refereix realment al Nadal, ni descriu un arbre de Nadal decorat. En canvi, es refereixen a la qualitat perenne de l'avet com a símbol de constància i fidelitat.
Anschütz va basar el seu text en una cançó popular de Silèsia del segle XVI de Melchior Franck, "Ach Tannenbaum". August Zarnack l'any 1819 va escriure una cançó d'amor tràgica inspirada en aquesta cançó popular, prenent l'avet perenne i "fidel" com a contrast amb un amant infidel. La cançó popular es va associar per primera vegada amb el Nadal amb Anschütz, que va afegir dos versos propis al primer vers tradicional. El costum de l'arbre de Nadal es va desenvolupar al llarg del segle XIX, i la cançó va arribar a ser vista com una nadala.
La versió d'Anschütz encara tenia fidel com l'adjectiu que descriu les fulles de l'avet (agulles), fent referència al contrast amb la donzella infidel de la cançó popular. Això es va canviar a grün (verd) en algun moment del segle xx, després que la cançó s'hagués vingut a associar amb el Nadal. En català també s'utilitzen aquests termes per respectar el sentit original de la cançó.

## Melodia
La tonada és una antiga tonada popular testimoniada al segle XVI. També es coneix com la melodia de "Es lebe hoch der Zimmermannsgeselle" i de "Lauriger Horatius".

## Lletres
| Anschütz (1824) en alemany | Traducció solta a l'anglès | Una altra versió en anglès | Una versió en català |
| O Tannenbaum, o Tannenbaum, Wie treuA common variation replaces the word treu (faithful) with grün (green). sind deine Blätter! Du grünst nicht nur zur Sommerzeit, Nein, auch im Winter, wenn es schneit. O Tannenbaum, o Tannenbaum, Wie treu sind deine Blätter! O Tannenbaum, o Tannenbaum, Du kannst mir sehr gefallen! Wie oft hat nicht zur Weihnachtszeit Ein Baum von dir mich hoch erfreut! O Tannenbaum, o Tannenbaum, Du kannst mir sehr gefallen! O Tannenbaum, o Tannenbaum, Dein Kleid will mich was lehren: Die Hoffnung und Beständigkeit Gibt Mut und Kraft zu jeder Zeit! O Tannenbaum, o Tannenbaum, Dein Kleid will mich was lehren! | O Tannenbaum, O Tannenbaum, How faithfully you blossom! Through summer’s heat and winter’s chill Your leaves are green and blooming still. O Tannenbaum, O Tannenbaum, How faithfully you blossom! O Tannenbaum, O Tannenbaum, With what delight I see you! When winter days are dark and drear You bring us hope for all the year. O Tannenbaum, O Tannenbaum, With what delight I see you! O Tannenbaum, O Tannenbaum, You bear a joyful message: That faith and hope shall ever bloom To bring us light in winter’s gloom. O Tannenbaum, O Tannenbaum, You bear a joyful message | O Christmas Tree, O Christmas Tree, Your branches green delight us! They are green when summer days are bright, They are green when winter snow is white. O Christmas Tree, O Christmas Tree, Your branches green delight us! O Christmas Tree, O Christmas Tree, You give us so much pleasure! How oft at Christmas tide the sight, O green fir tree, gives us delight! O Christmas Tree, O Christmas Tree, You give us so much pleasure! O Christmas Tree, O Christmas Tree Forever true your colour. Your boughs so green in summertime Stay bravely green in wintertime. O Christmas Tree, O Christmas Tree Forever true your colour. O Christmas Tree, O Christmas Tree You fill my heart with music. Reminding me on Christmas Day To think of you and then be gay. O Christmas Tree, O Christmas Tree You fill my heart with music. | Oh arbre sant, oh arbre sant, com son fidels, tes branques. Florides son, tant a l’estiu, com en plena, hivernada. Oh arbre sant, oh arbre sant, tu joia, m’encomanes. Per tu me n’entra; el sant Nadal, mes endintre, de l’anima. Oh arbre sant, oh arbre sant, tu ets per mi, una ensenyança. Em fas tornar, joiós i fort, i ple de Fe, i confiança. Oh arbre sant, oh arbre sant, com son fidels, tes branques. |

## Altres usos
La melodia també s'ha utilitzat (com a contrafactum) per portar altres textos en moltes ocasions. Els usos notables inclouen:
- "The Red Flag", himne dels partits laboristes britànics i irlandesos
- Florida - "Florida, My Florida", antiga cançó estatal[5]
- Maryland - "Maryland, My Maryland", antiga cançó estatal
- Michigan - "Michigan, My Michigan", que es creu que és la cançó oficial de l'estat
- Iowa - "The Song of Iowa", cançó oficial de l'estat[6]
- Labrador – " Oda al Labrador", himne regional
- L'alma mater del Dickinson College, "Noble Dickinsonia", amb paraules escrites per Horatio Collins King.
- L'alma mater del Col·legi de la Santa Creu es canta amb la melodia de "O Tannenbaum".
- Quan viatgen amb autobús, els escolars de Suècia canten "En busschaufför" (en suec "un conductor d'autobús") o "Vår busschaufför" ("El nostre conductor d'autobús") a la melodia.[7]
- Alma mater de la Universitat de Sant Bonaventura, "Amb Myrtle Wreath us engalanarem el front"[8]
- "Scout Vespers", utilitzat pels Boy Scouts of America, es canta amb la melodia.[9] De la mateixa manera, "Softly Falls" en la qual utilitzada per les Girl Scouts of the USA, es canta amb la melodia, com es fa referència a la cançó "On My Honor".[10]